# اکسیرو
اکسیرو (انگلیسی: Xero) شرکت نرم‌افزار نیوزیلندی است، که در سال ۲۰۰۶ توسط دیوید تودی تأسیس شد.